# Lijst van nationale parken in Djibouti
Hieronder volgt een lijst van nationale parken in Djibouti.
| Nationaal park              | Stichtingsjaar | Oppervlakte (km2) | Foto |
| --------------------------- | -------------- | ----------------- | ---- |
| Nationaal park Forêt du Day | 1939           | 14                |      |